# Фальконара-Мариттима
Фальконара-Мариттима (итал. Falconara Marittima) — коммуна в Италии, расположена в области Марке, подчиняется административному центру Анкона.
Население коммуны, на 01.01.2024 года, составляет 25 687 человек, плотность населения — 986,22 чел./км². Коммуна занимает площадь 26,05 км². 
Почтовый индекс — 60015. Телефонный код — 071.
Покровительницей коммуны почитается Пресвятая Богородица (Дева Мария Розария, празднование 8 мая.

## Климат
Согласно климатической классификации итальянских муниципалитетов, Фальконара-Мариттима входит в климатическую зону D, количество градусо-дней составляет 1888.

## Демография
Динамика населения:

## Администрация коммуны
- Официальный сайт: http://www.comune.falconara-marittima.an.it